# Kung Tsui-chang
Kung Tsui-chang (孔垂長T, 孔垂长S, Kǒng ChuíchángP; Taipei, 1º luglio 1975) è un funzionario, politico e imprenditore cinese.
Kung Tsui-chang è l'ufficiale sacrificale di Confucio nella Repubblica cinese (Taiwan) e consigliere senior del presidente della Repubblica cinese. Kung è il discendente della 79ª generazione di Confucio nella linea di discendenza principale, rendendolo il capo titolare della famiglia Kong. Kung è succeduto a suo nonno Kung Te-cheng alla carica di ufficiale sacrificale di Confucio nel 2009 in seguito alla morte di quest'ultimo un anno prima ed è stato allo stesso tempo nominato consigliere senior dal presidente Ma Ying-jeou
Il carattere 垂 Tsui nel suo nome è il nome della generazione per i discendenti della 79ª generazione di Confucio.